# Raphael Martos Sánchez

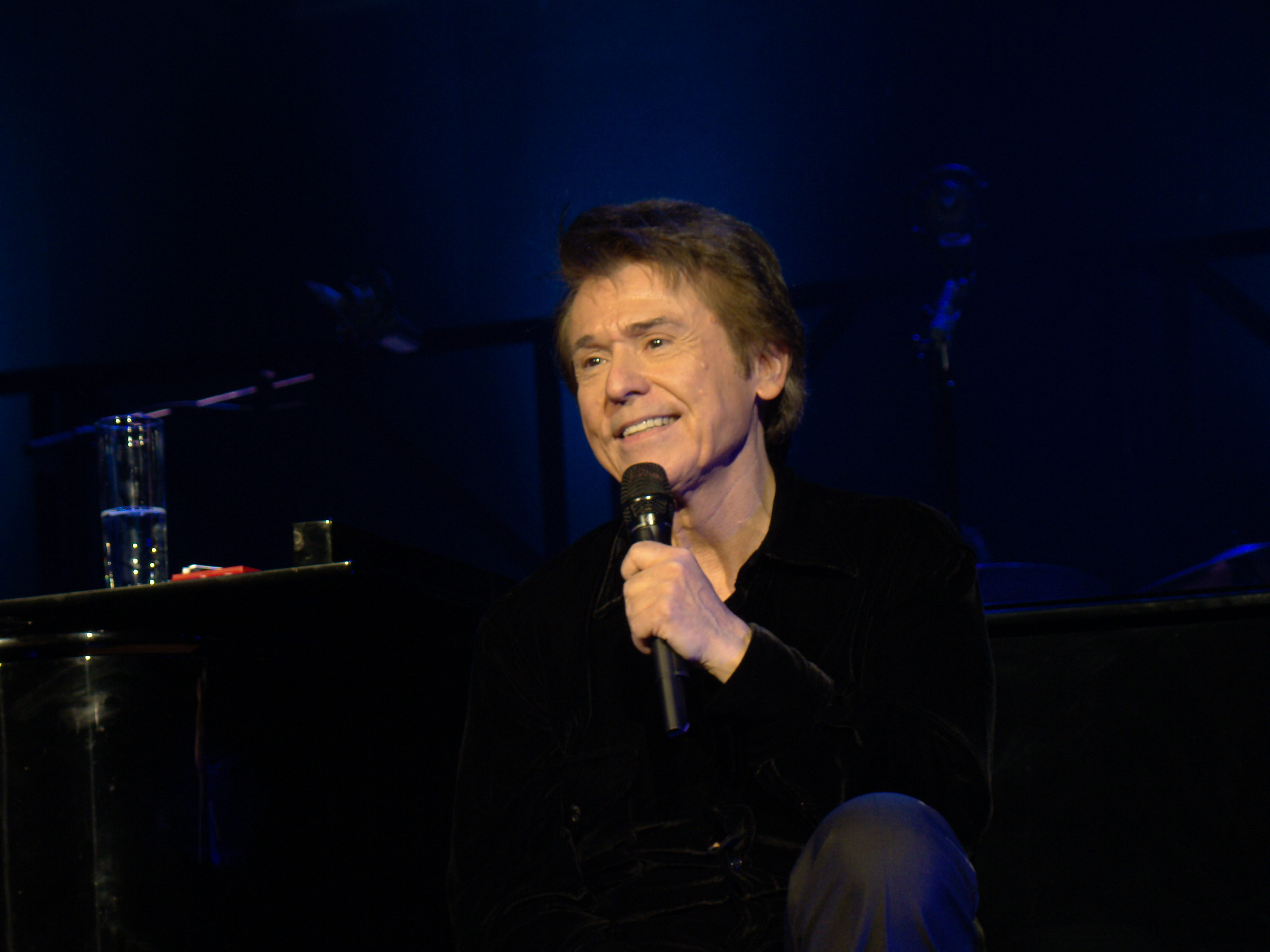
Raphael Martos Sánchez

Rafael Martos Sánchez (Linares, Jaén, 1943) is een Spaans zanger, internationaal bekend als Raphael (de combinatie ph komt in het Spaans niet voor).
Op 17-jarige leeftijd werd hij reeds bekend met liedjes als Te voy a contar mi vida en A pesar de todo. Hij werkte samen met Salvatore Adamo.
In 1966 speelde hij mee in zijn eerste film. Datzelfde jaar vertegenwoordigde hij ook Spanje op het Eurovisiesongfestival met Yo soy aquél, hij werd 7de. Een jaar later verbeterde hij die plaats met Hablemos del amor waar hij de 6de plaats mee haalde.
In 2014 neemt hij deel aan het internationaal songfestival van Viña del Mar, het meest prestigieuze songfestival van Latijns-Amerika.